# Fujio Cho
Fujio Cho Fujio Chō (張 富士夫?), născut pe 2 februarie 1937 este președintele Toyota Motor Company din anul 1999. Avocat de profesie, Cho conduce cea mai mare companie japoneză constructoare de atomobile. La cei 67 de ani, Cho este doar al doilea "outsider" care conduce Toyota Motor Co. de când membrii familiei fondatorului Toyoda s-au retras de la conducerea companiei .
Cho a fost un puternic susținător al tehnologiei ecologice, precum cea de la modelul hybrid-electric Prius.
TIME Magazine l-a inclus pe Cho în lista sa de cei mai influenți 100 de oameni din lume ai anului 2004.